# مطبخ باسكي
يشير المطبخ الباسكي إلى مطبخ إقليم الباسك، ويتضمن اللحوم والأسماك المشوية على الفحم الساخن، ويخنات المارميتاكو ولحم الضأن، وسمك القد، وأطباق فول تولوسا، والفلفل الحلو من ليكيايتايو، والبينتشو (المقبلات الباسكية)، وجبن الأغنام إيديزابال، والتكساكولي (النبيذ الأبيض الفوار)، وعصير التفاح الباسكي.
يُعد الباسكويز نوع من الأطباق المحضرة بأسلوب المطبخ الباسكي والذي يتضمن غالبًا الطماطم والفلفل الأحمر الحلو أو الحار.

## الملخص
سارع الباسك إلى تبنّي المكونات والتقنيات الجديدة التي جلبها المستوطنون الجدد، مستفيدين من روابطهم التجارية والاستكشافية. أنشأ اليهود المطرودون من إسبانيا والبرتغال صناعة الشوكولاتة والحلويات في بايون، والتي لا تزال مشهورة حتى اليوم، وتشكّل جزءًا من تقاليد الحلويات والمعجنات في إقليم الباسك. كما تبنّى الباسك استخدام البطاطس والفلفل في تحضير اللحوم والنقانق والوصفات التقليدية، مع إقامة مهرجانات مخصصة للفلفل في جميع أنحاء المنطقة، ولا سيما في إزبيليتا وبونتي لا رينا.
يُستخدم زيت الزيتون بشكل أكثر شيوعًا من الزيوت النباتية الأخرى في الطبخ الباسكي.
نُشر أحد كتب الطبخ الأساسية لأطباق الباسك التقليدية لأول مرة في عام 1933. صدر كتاب «La cocina de Nicolasa» (مطبخ نيكولاسا) للكاتب نيكولا براديرا في 20 طبعة.

### طرق الأكل
بالإضافة إلى أطباق ومنتجات إقليم الباسك، هناك ميزات طريقة إعداد ومشاركة الطعام الفريدة من نوعها في المنطقة.

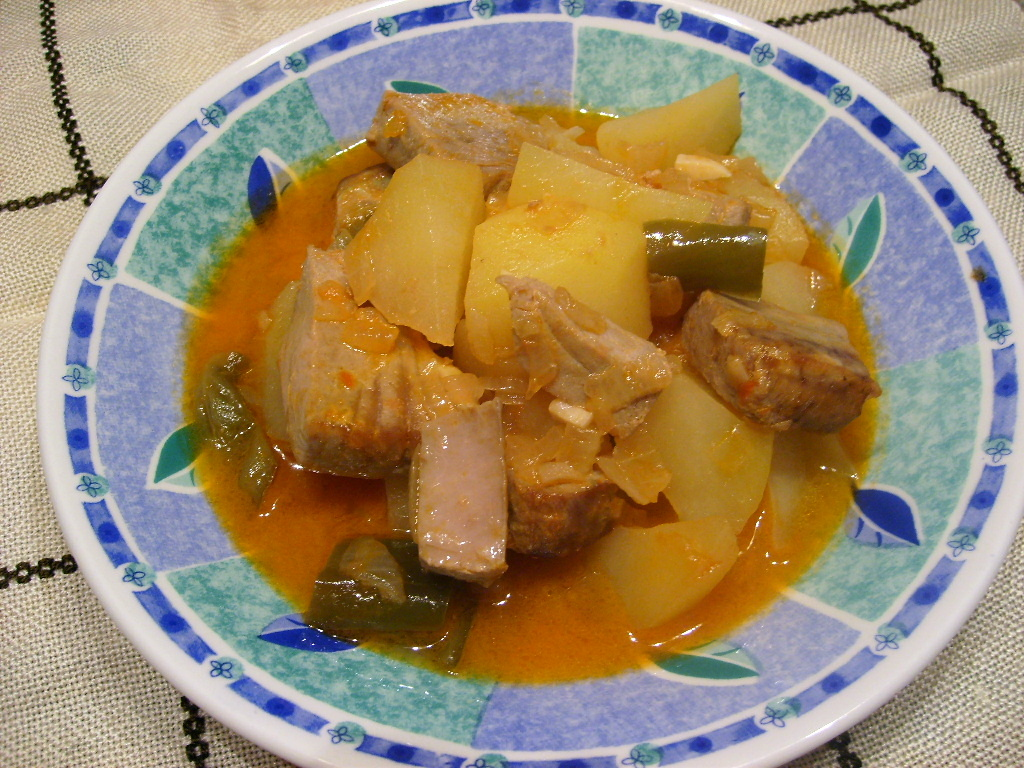
طبق من المارميتاكو بتشكيلة البونيتو

تعتبر منازل عصير التفاح (sagardotegiak) إحدى سمات التلال المحيطة بـ سان سيباستيان، وخاصة بالقرب من أستيغاراغا. هذه عادة ما تكون مطاعم ريفية كبيرة تحتوي على براميل هائلة من عصير التفاح. يُسكب عصير التفاح من ارتفاع مباشرة في الزجاج للزوار، مع قائمة ريفية تتكون دائمًا من عجة سمك القد المملح، وشريحة لحم T-bone المشوية وجبن حليب النعاج مع الجوز ومعجون السفرجل. بيوت عصير التفاح مفتوحة فقط لبضعة أشهر من السنة.
«تيكسكيتيو» هي عبارة عن زحف التاباس من حانة إلى حانة يتم مشاهدتها في جميع أنحاء إسبانيا، لكنها تصل إلى ذروتها في دونوستيا، حيث يتجول مئات الأشخاص في شوارع البلدة القديمة من حانة إلى حانة، كل منها معروف بتخصصه، سواء كان كروكيت أو كروكيت. التورتيا أو الخبز المحمص أو المأكولات البحرية. يحظى txikiteo بشعبية كبيرة أيضًا في مدن مثل بامبلونا ووبلباو.
تقدم العديد من الحانات مزيجًا من البينتكسوس المعدة مسبقًا (مثل جيلدا) والتي عادةً ما تكون باردة بالإضافة إلى التخصصات الساخنة التي تعد حسب الطلب. عادةً ما تتراوح تكلفة البينتكسوس بين واحد وثلاثة يورو لكل منها.
جيريزي بيلتزا أرنو جورياكين هو حساء كرز يقدم دافئًا أو باردًا. يُسلق الكرز في النبيذ، وغالبًا ما يُضاف إليه ما يكفي من السكر لصنع شراب خفيف. ويفضل الكرز بدون بذور لهذا الطبق. لإخراج نكهته، يتم حفر الكرز بعناية أو تقطيعه إلى نصفين. عادةً ما يحضر الحساء في نفس يوم تقديمه، لأن 24 ساعة هي الوقت الكافي حتى ينضج الكرز بشكل ملحوظ في السائل. غالبًا ما يقدم الحساء مع كمية من القشدة الحامضة أو الكريمة الطازجة أو الآيس كريم.
مجتمعات تذوق الطعام هي منظمات، دائمًا تقريبًا من الرجال، الذين يطبخون ويأكلون معًا في تكسوكو جماعي.

### المطبخ الباسكي الجديد
في السبعينيات والثمانينيات من القرن العشرين، تأثر الطهاة الباسكيون بالمطبخ الفرنسي الجديد وابتكروا المطبخ الباسكي الجديد، وهو أصلي بشكل جذري في شكله ولكنه باسكي بقوة في الجوهر، مع إصدارات أخف وأقل ريفية من الأطباق والنكهات التقليدية. أول مطعم إسباني حصل على 3 نجوم في دليل ميشلان كان في الواقع Zalacaín، وهو مطعم باسكي، على الرغم من أنه يقع في مدريد. أصبح خوان ماري أرزاك في دونوستيا أشهر رواد المطاعم وواحدًا من أوائل المطاعم الحاصلة على ثلاث نجوم في دليل ميشلان في إسبانيا. وفي غضون سنوات قليلة، اجتاحت هذه الحركة جميع أنحاء إسبانيا، لتصبح المطبخ الراقي الافتراضي في الولاية. تقدم العديد من بارات التاباس، خاصة في سان سباستيان، البينتكسوس على الطراز الحديث باستخدام تقنيات ومكونات جديدة. في السنوات الأخيرة، أعطى الطهاة الشباب، مثل مارتن بيراساتيغي، زخمًا جديدًا للمطبخ الباسكي.

### المطبخ الباسكي الدولي
استمر المطبخ الباسكي في التأثير على المطبخ العالمي، خاصة في إسبانيا وفرنسا حيث يحظى بتقدير كبير. ارتقى الشيف الكاتالوني فيران أدريا بالتقنيات التي ابتكرها أرزاك وغيره من الطهاة الباسكيين إلى آفاق جديدة. قام كارلوس أرجوينانو بنشر المطبخ الباسكي في إسبانيا من خلال التلفزيون والكتب. تم الاستمتاع بالمأكولات الباسكية لعقود من الزمن في مقاطعة كيرن بولاية كاليفورنيا والمنطقة المحيطة بإلكو بولاية نيفادا حيث استقر عدد كبير من سكان الباسك. كانت تيريزا بارينيتشيا من بين أوائل الأشخاص الذين جلبوا مأكولات الباسك التقليدية خارج هذه المنطقة مع مطعمها الأول Marichu في برونكسفيل في عام 1991، حيث قامت بتعيين الشيف جوزيبا إنكابو لإعداد وتطوير قوائم الطعام وإدارة المطعم حتى عُرض عليه منصبًا في وقت لاحق. كعضو هيئة تدريس في معهد الطهي الأمريكي في هايد بارك، نيويورك. واصلت تيريزا بارينيتشيا وزوجها رينولد فون سامسون الترويج للمطبخ الباسكي في أمريكا من خلال افتتاح مطعم ماريشو الثاني في مانهاتن في عام 1994، والذي كان قريبًا من مقر الأمم المتحدة. ألفت تيريزا بارينيتشيا كتابين، The Basque Table (مطبعة هارفارد كومون، بوسطن 1998) وThe Cuisines of Spain (Ten Speed، Berkley 2005). حصلت تيريزا بارينيتشيا على جائزتين: Premio Nacional de Gastronomía (الجائزة الوطنية لفن الطهو، وهي أعلى جائزة طهي تمنحها الإدارة الإسبانية) وأفضل كتاب عن المطبخ الإقليمي في المعرض العالمي الخامس لكتب الطبخ، بيريجو (فرنسا) ). وعلى الطرف الآخر من المقياس، تعد حانات البينتكسوس ذات الطراز الباسكي شائعة في برشلونة ومدريد. وفي المدن التي هاجرت إليها أعداد كبيرة من شعب الباسك، مثل بوينس آيرس في الأرجنتين؛ ساو باولو، البرازيل، بويز، أيداهو؛ فريسنو، كاليفورنيا، وبيكرسفيلد، كاليفورنيا، هناك العديد من المطاعم الباسكية وتأثير الباسك ملحوظ على المطبخ المحلي.

## الأطباق والحلويات التقليدية

### الأطباق
- باكالاو (سمك القد المملح) آل بيل بيل أو لا فيزكاينا
- Elvers (ثعبان البحر الصغير)
- كوكوتكساس
- مارميتا
- بيرسيبس (البرنقيل معقوفة)
- بينتكسوس (تاباس الباسك)
- بيبيريد (أو بيبرادا)
- بيستو
- بوروسالدا (الطبخ)
- تالوس
- تورو
- سلطعون العنكبوت
- سبيدج (حبار صغير) في حبرهم
- شريحة لحم

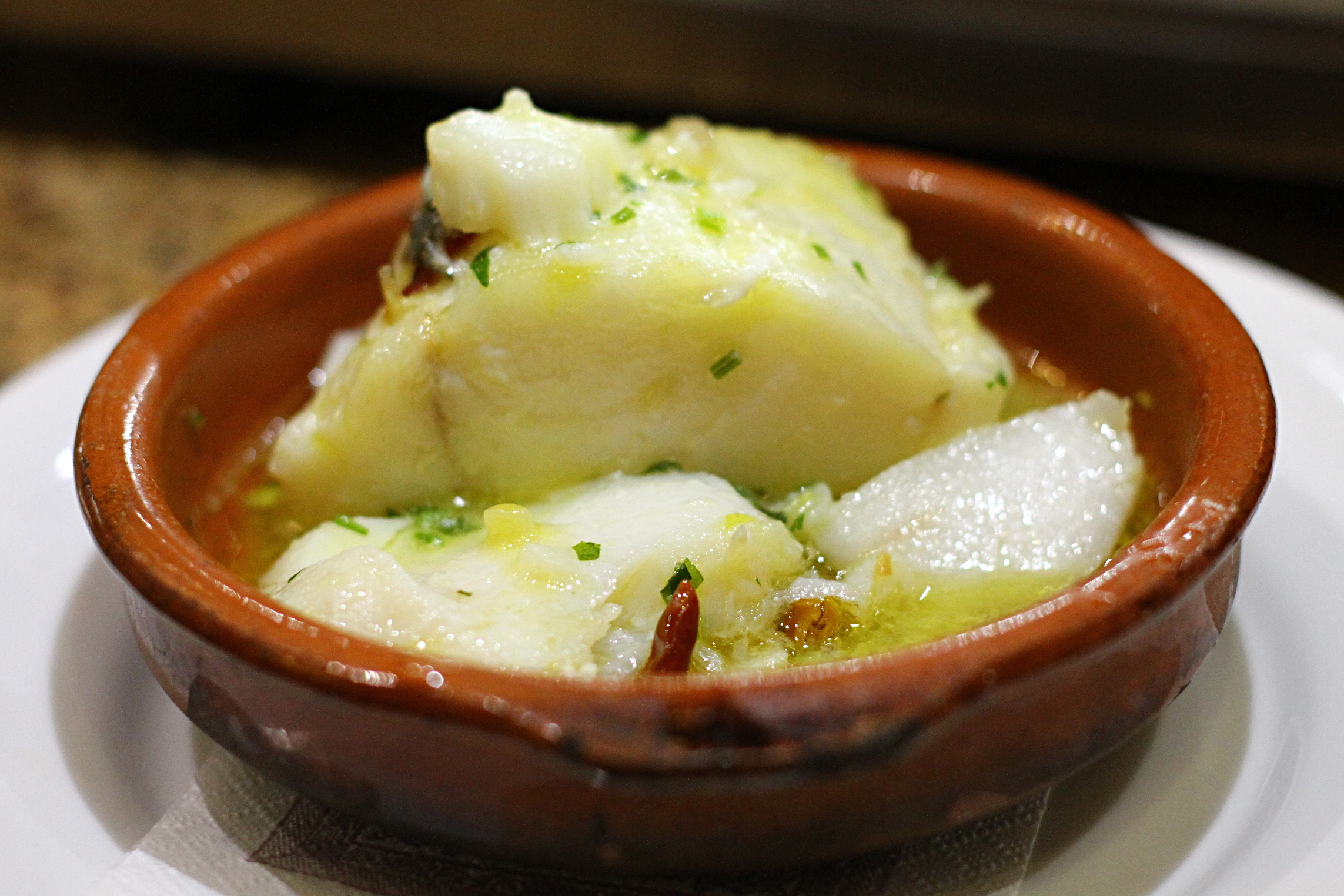
باكالاو آل بيل بيل
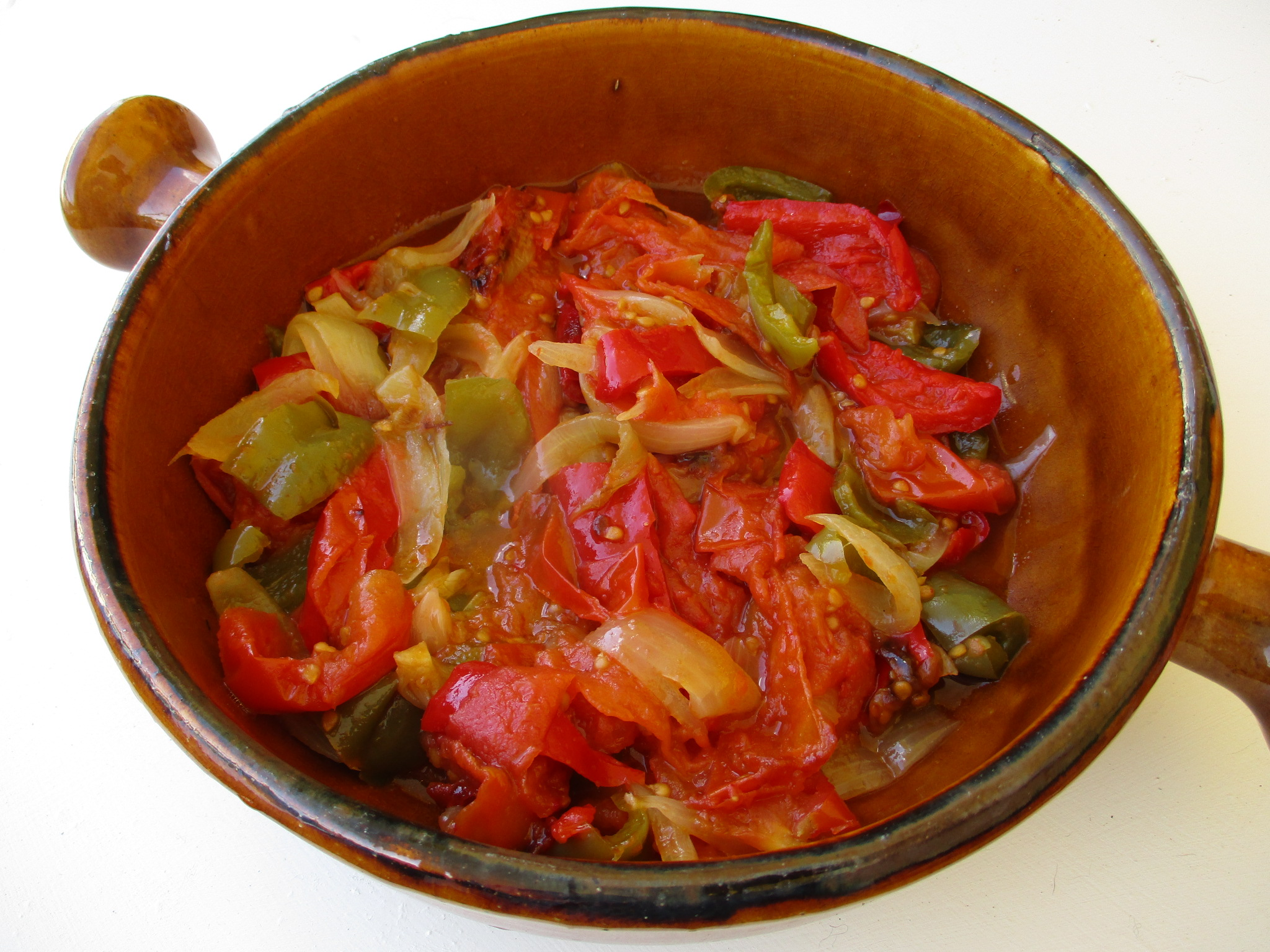
الفلفل
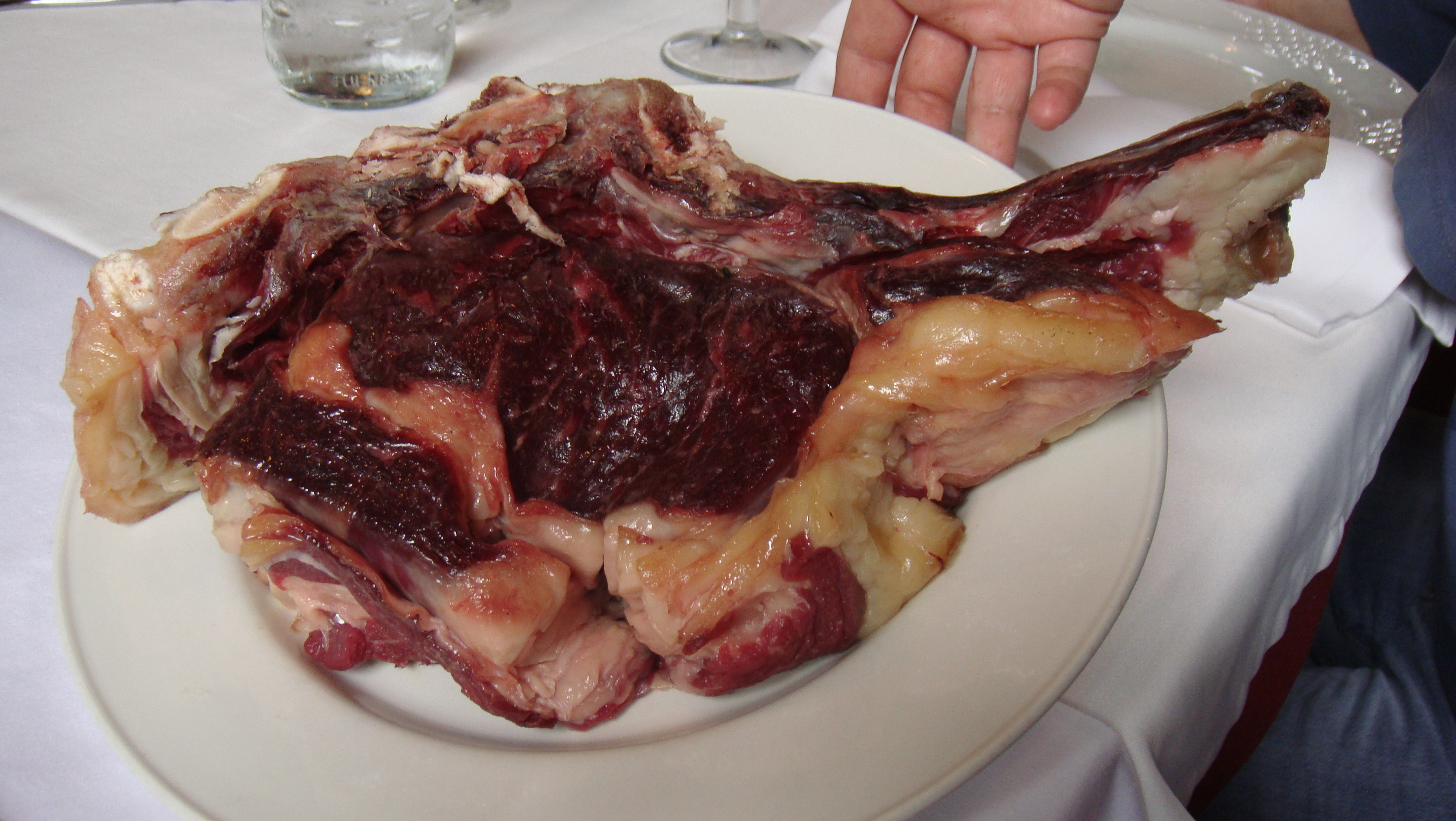
شريحة لحم
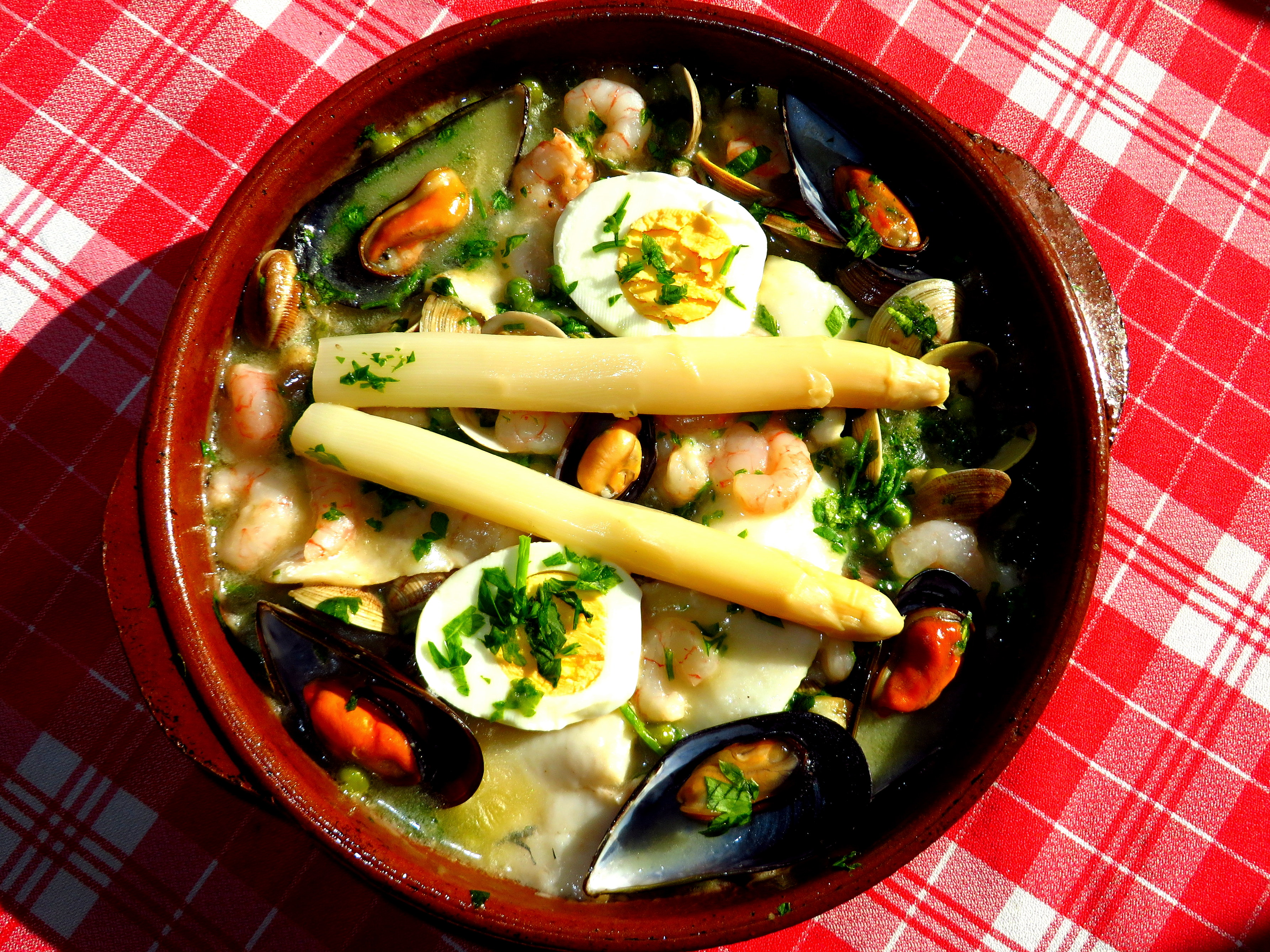
النازلي الأبيض

### الحلويات
- اللبن الرائب (التخثر)

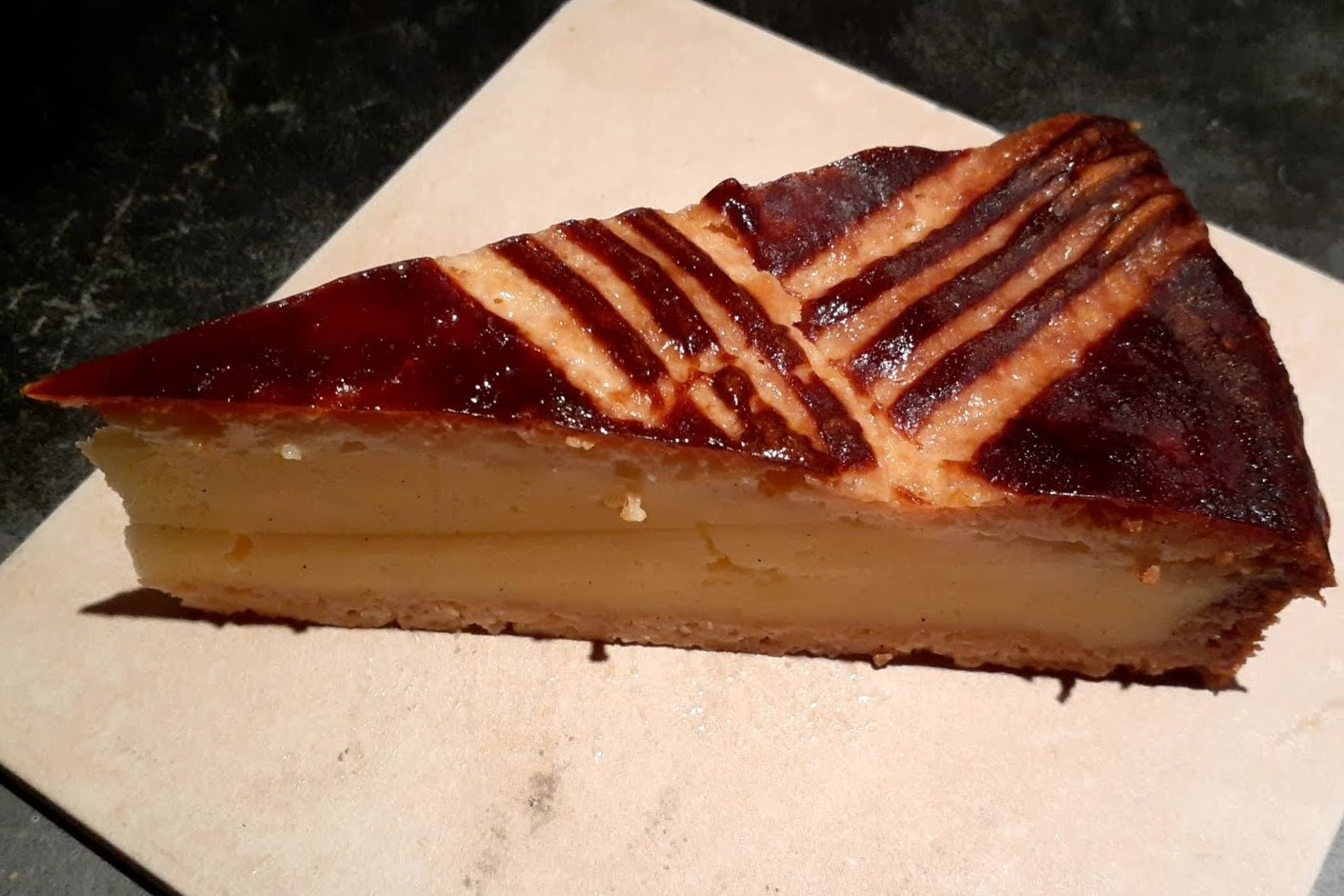
جاتو الباسك (أو البسكوتي)
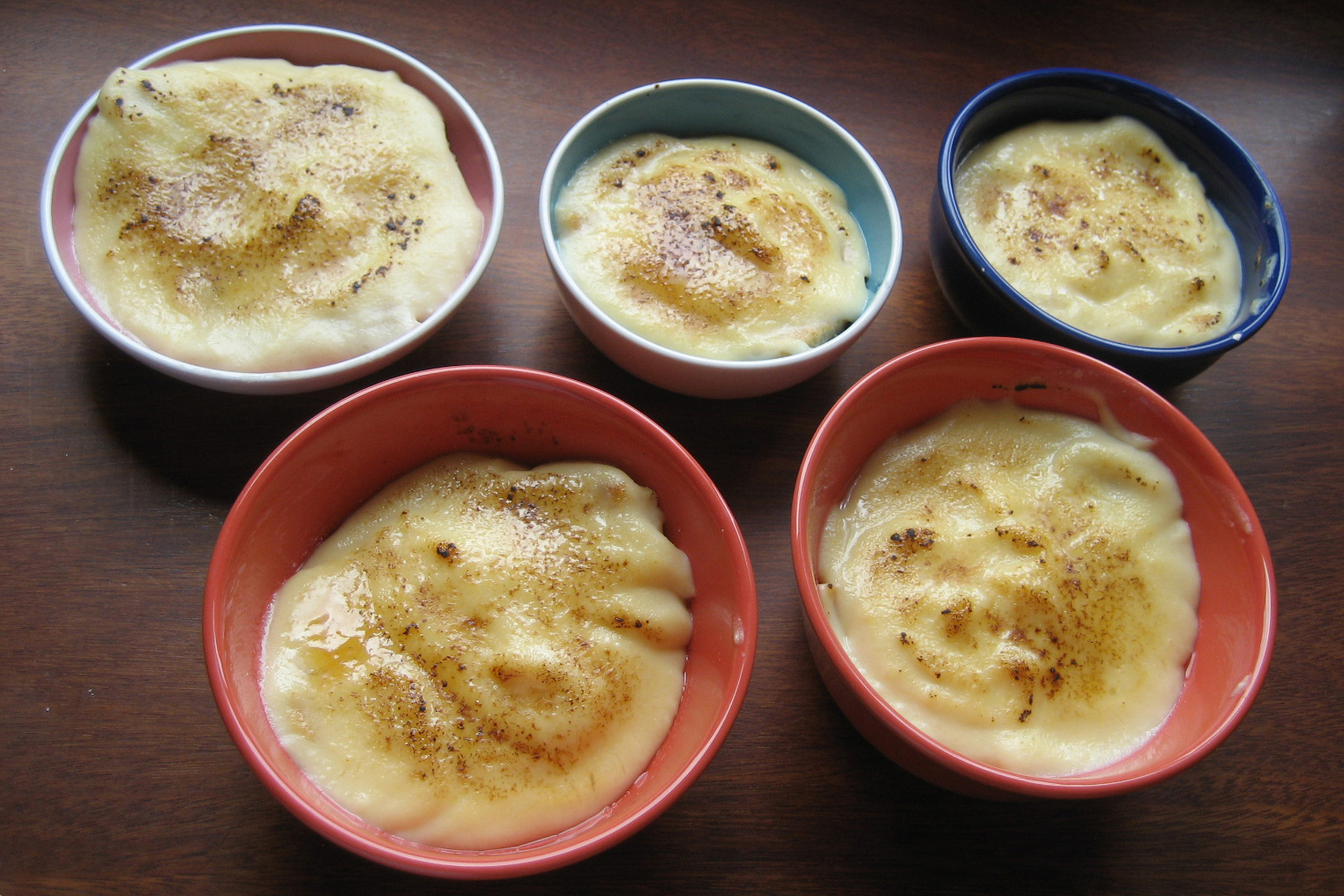
لذيذ
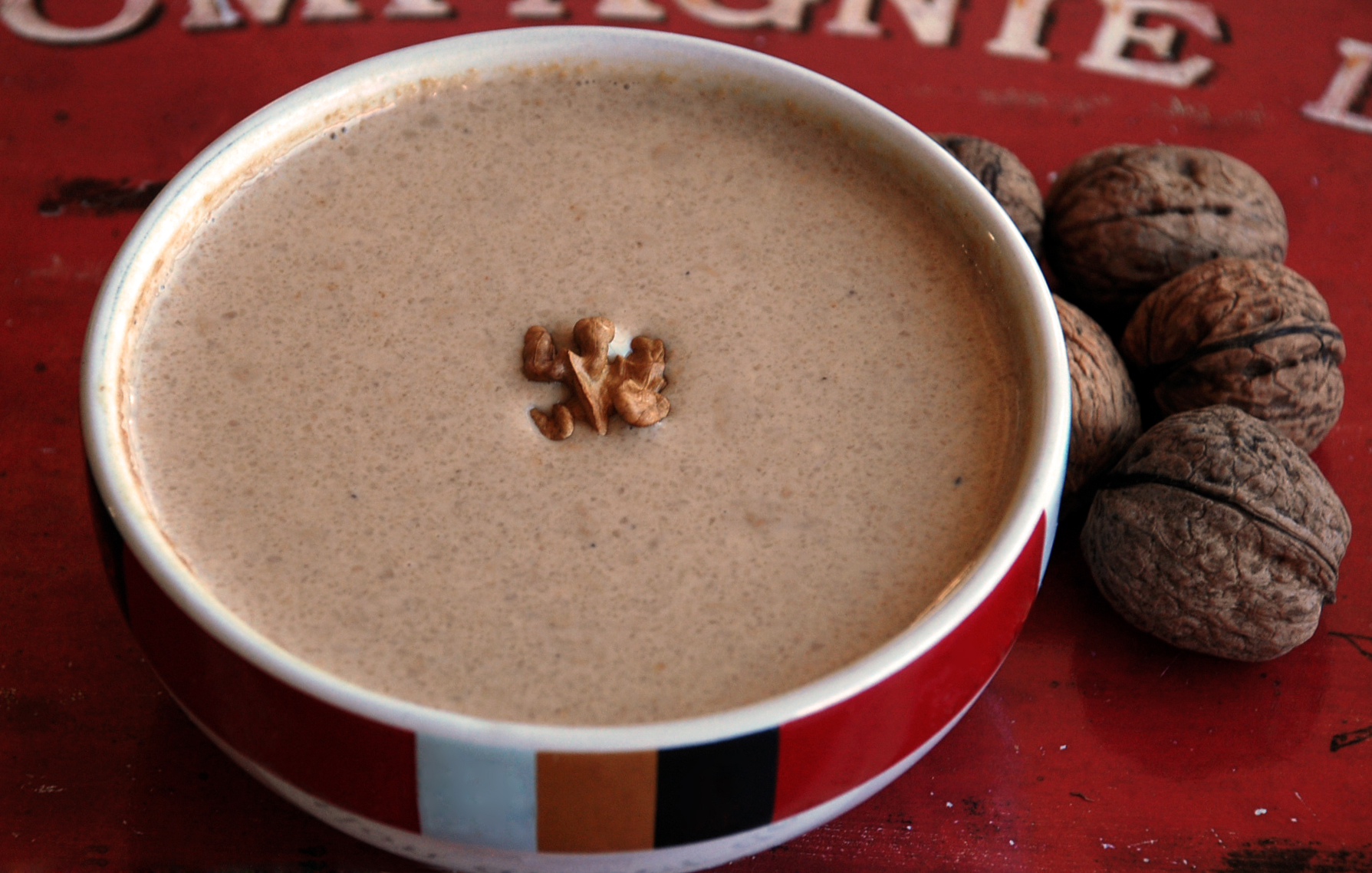
صلصة البندق
- جوكسوا  - جاتو الباسك (أو بيسكوتكس)
  - جوكسوا
  - صلصة البندق

## المنتجات

### الأجبان
- رونكال
- أوساو إيراتي
- جبنة إيديزابال

### الفواكه والخضروات
- الخرشوف من توديلا
- الهليون من ميندافيا
- الفول من تولوسا
- فلفل من إزبيليتا وغرنيكا ولودوسا
- الكرز من إتكساسو

### اللحوم
- تشيستورا وكوريزو دي بامبلونا (سجق حار)
- جامبون دي بايون (لحم الخنزير المقدد)
- النقانق من فيانا
- تريبوتكس (سجق دم خروف من بيرياتو)
- Mondeju، مشابه لـ tripotx من زالديبيا
- Lukainka، مشابه لـ linguiça

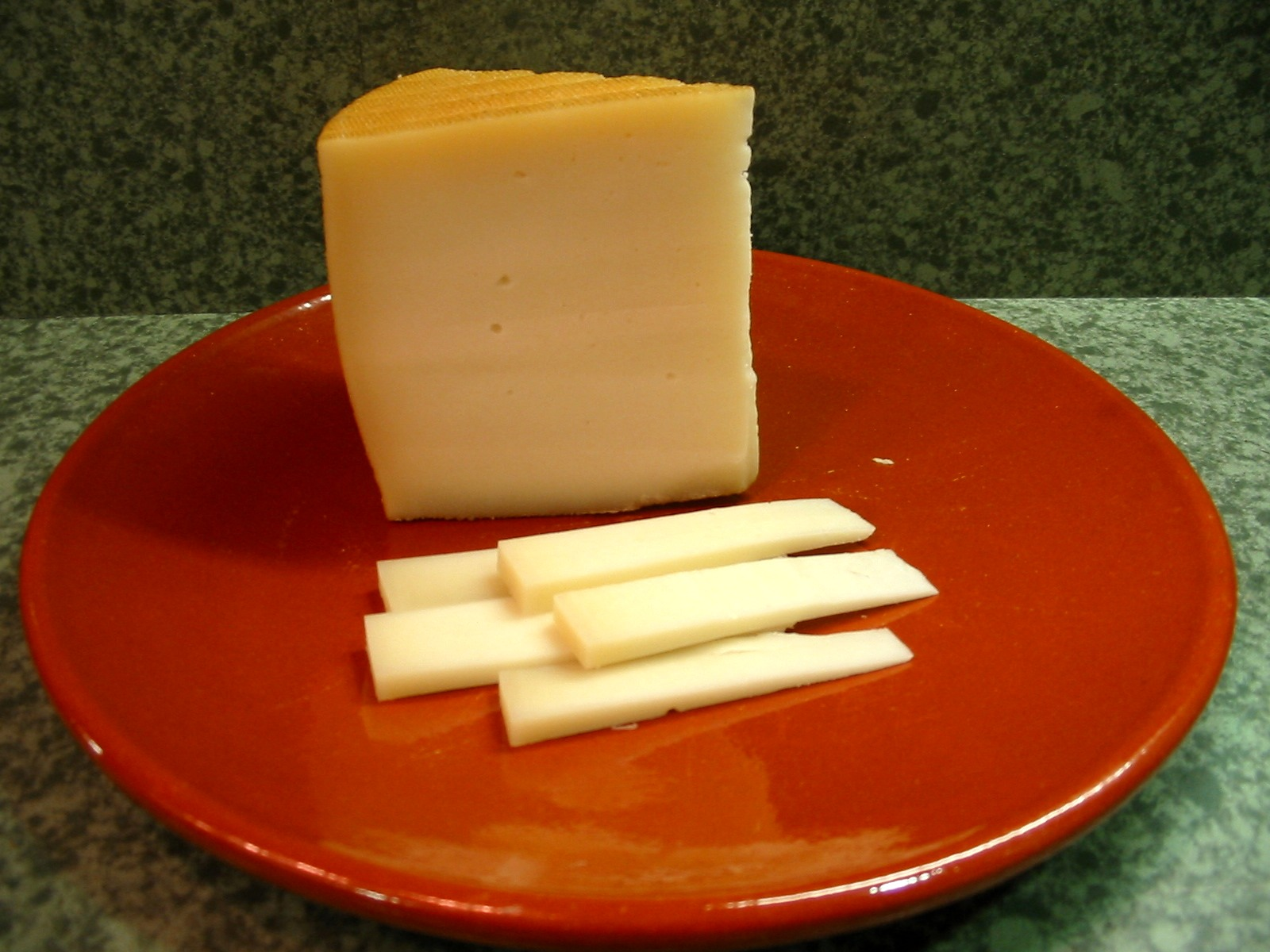
جبنة إيديزابال
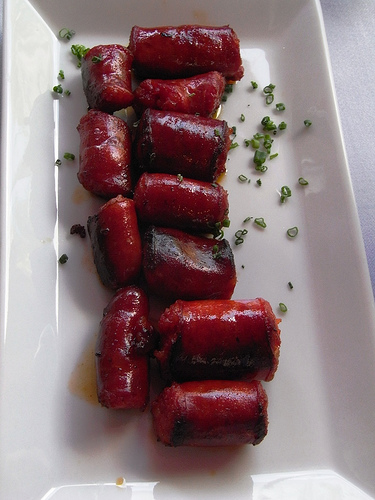
سجق
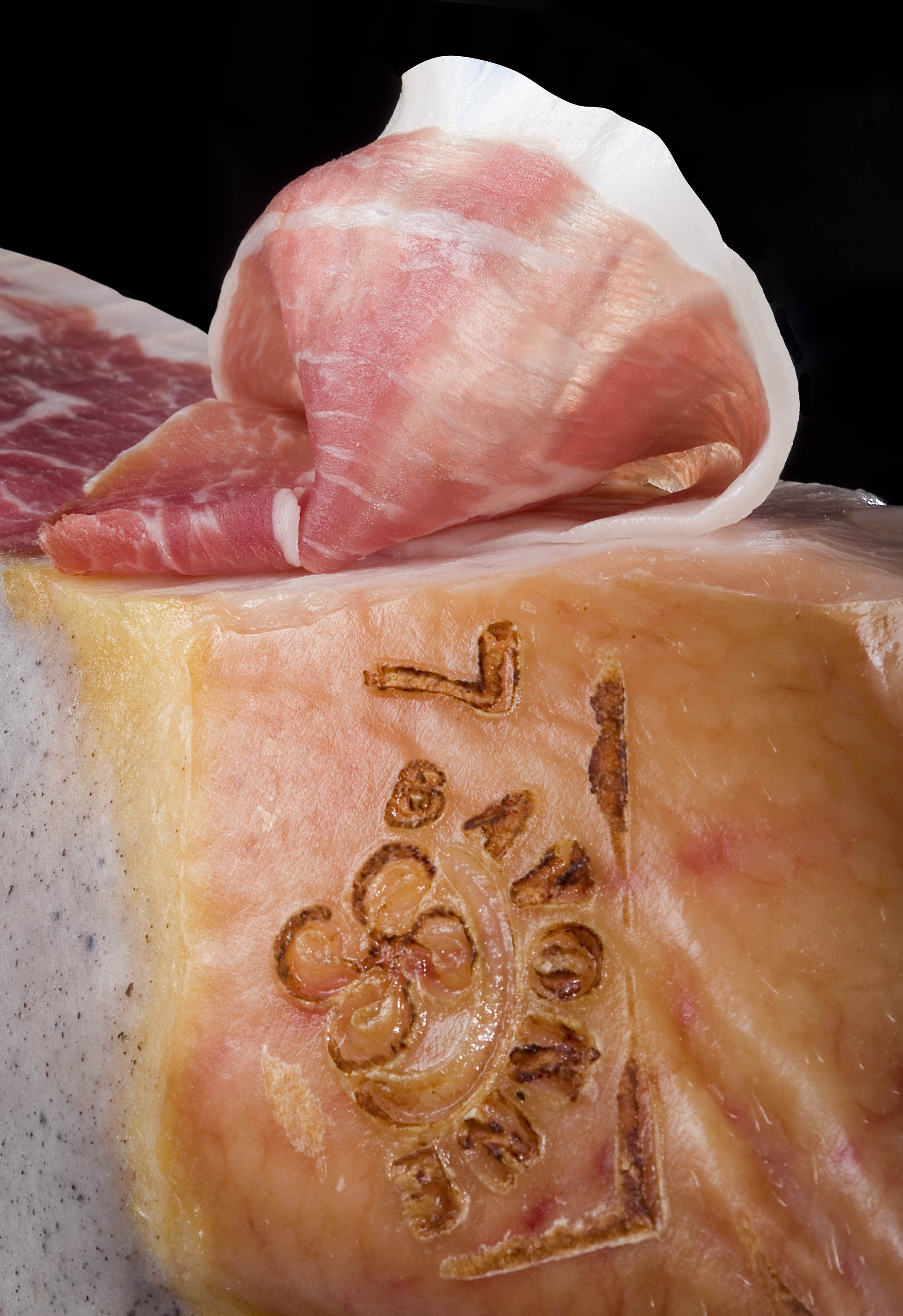
لحم الخنزير بايون

## المشروبات
- عصير التفاح الباسكي يقدم في منازل عصير التفاح الباسكي (ساغاردوتيغي)
- نبيذ Irouléguy AOC
- إيزارا ليكيور
- كاليموتشو، خليط من النبيذ والكولا
- المسكرات باتكساران
- بيلي (مشروب كحولي من جذور اللفاح)
- نبيذ تكساكولي